# دمای پایه بدن
دمای پایهٔ بدن (BBT یا BTP) پایین‌ترین دمای بدن است که در هنگام استراحت (معمولاً در هنگام خواب) محاسبه می‌شود و معمولاً با اندازه‌گیری دما بلافاصله پس از بیدار شدن از خواب و قبل از انجام هر گونه فعالیت بدنی تخمین زده می‌شود. این نوع سنجش، به مقداری بالاتر از BBT واقعی منجر می‌شود.
در زنان، تخمک‌گذاری باعث افزایش مداوم حداقل ۰٫۲ تغییر درجه سلسیوس (۰٫۳۶ تغییر درجه فارنهایت) می‌شود در BBT. نظارت بر BBT یکی از راه‌های برآورد روز تخمک‌گذاری است. تمایل بدن زنان به داشتن دماهای پایین‌تر پیش از تخمک‌گذاری و دمای بالاتر پس از آن، با عنوان الگوی دمای دو فازی شناخته می‌شود. ترسیم این الگو ممکن است به‌عنوان جزئی از آگاهی از باروری استفاده شود. BBT مردان با BBT زنان در فاز فولیکولر قابل مقایسه است.

## کاربرد در آزمایش‌های تشخیصی

### برای ناباروری
ناباروری به‌دلیل عدم تخمک‌گذاری شایع است. نمودارهای BBT را می‌توان برای تشخیص زمان و این‌که آیا تخمک‌گذاری انجام می‌شود یا خیر، استفاده کرد.
چرخه‌های قاعدگی منظم، اغلب به‌عنوان مدرکی در مورد تخمک‌گذاری طبیعی زن، دلیلی مخالف این موضوع دارد. با این‌حال، بسیاری از زنان با چرخه‌های نامنظم، تخمک‌گذاری طبیعی دارند و برخی با چرخهٔ منظم در واقع عدم تخمک‌گذاری یا نقص در فاز لوتئال دارند. از سوابق دمای بدن می‌توان برای تعیین دقیق این‌که آیا یک زن در حال تخمک‌گذاری است، استفاده کرد.

### برای بارداری
بیشتر تست‌های بارداری تا دو هفته پس از تخمک‌گذاری، دقیق نیستند. دانستن تاریخ تخمینی تخمک‌گذاری می‌تواند از دریافت نتایج منفی کاذب به‌دلیل آزمایش زودهنگام جلوگیری کند. همچنین، ۱۸ روز متوالی افزایش دما به این معنی است که یک زن تقریباً به‌طور قطع باردار است.

## برای برآورد زمان زایمان
ٻرآورد تاریخ زایمان مورد انتظار برای بارداری بر اساس آخرین دورهٔ قاعدگی که توسط خود گزارش شده‌است نسبت به محاسبهٔ آن بر پایهٔ BBT یا سونوگرافی، دقیق‌تر است.